# Арбузов, Борис Андреевич
Борис Андреевич Арбузов (род. 12 мая 1938, Москва) — советский и российский физик, работающий в области теоретической физики элементарных частиц и квантовой теории поля, доктор физико-математических наук (1970), профессор (1980).

## Биография
Борис Арбузов родился в Москве 12 мая 1938 года. Его отец — Андрей Иванович Арбузов, генерал-майор-инженер, известный специалист в области авиационных прицельных систем и бомбометания.
В 1955 году Борис Арбузов окончил среднюю школу и поступил на физический факультет Московского государственного университета имени М. В. Ломоносова, который окончил с отличием в 1961 году.
После этого, с 1961 по 1965 год, Арбузов работал в Лаборатории теоретической физики Объединённого института ядерных исследований в Дубне (Московская область). В 1965 году он защитил кандидатскую диссертацию на тему «О разложимости S-матрицы по константе связи в квантовой теории поля».
С 1966 года Арбузов работал старшим научным сотрудником Отдела теоретической физики Института физики высоких энергий (Протвино, Московская область). В 1970 году защитил докторскую диссертацию на тему «Геометрические схемы взаимодействия элементарных частиц». Был руководителем лаборатории, затем главным научным сотрудником.
В 1973—1993 годах Арбузов был членом научного совета Академии наук СССР (затем — Российской академии наук) по нейтринной физике.
Начиная с 1999 года Борис Арбузов работает в НИИ ядерной физики МГУ (НИИЯФ МГУ) в должности ведущего научного сотрудника Отдела теоретической физики высоких энергий (ОТФВЭ).
С 1973 года Арбузов ведёт преподавательскую деятельность на физическом факультете МГУ, читает курс лекций по физике элементарных частиц. В 1980 году ему было присвоено звание профессора.
Сын — Андрей Арбузов.

## Научные результаты
Основные научные результаты Бориса Арбузова связаны с исследованием непертурбативных (то есть выходящих за рамки теории возмущений по константе связи) эффектов в квантовой теории поля, а также с развитием соответствующих методов для описания процессов взаимодействия элементарных частиц. В частности, эти методы были применены для описания спонтанного нарушения симметрии в электрослабом взаимодействии, а также для решения уравнений Швингера—Дайсона для функций Грина в квантовой хромодинамике.
Написал ряд обзорных образовательных статей, посвящённых различным проблемам физики элементарных частиц.

## Некоторые публикации
- B. A. Arbuzov, A. A. Logunov, A. N. Tavkhelidze, R. N. Faustov. The asymptotic behavior of the scattering amplitudes and the renormalisation group method, Physics Letters, 1962, v. 2, No. 3, p. 150—152.
- Б. А. Арбузов, А. А. Логунов. Строение элементарных частиц и связи между различными силами природы. Успехи физических наук, 1977, т. 123, вып. 3, с. 505—529.
- А. И. Алексеев, Б. А. Арбузов, В. А. Байков. Инфракрасные асимптотики глюонных функций Грина в квантовой хромодинамике. // Теоретическая и математическая физика, 1982, т. 52, № 2, с. 187—198.
- Б. А. Арбузов, Э. Э. Боос, А. И. Давыдычев. Инфракрасные асимптотики глюонных функций Грина в ковариантной калибровке. // Теоретическая и математическая физика, 1988, т. 74, № 2, с. 163—170.
- B. A. Arbuzov, V. I. Savrin, S. A. Shichanin. On a mechanism of GSI resonance production, Physics Letters, 1992, v. B275, No. 1—2, p. 144—148.
- Boris A. Arbuzov. Non-perturbative effective interactions in the Standard Model. — Berlin: Walter de Gruyter, 2014. — 225 с. — (De Gruyter Studies in Mathematical Physics, v.23). — ISBN 978-3-11-030292-9.